# Ceratophileurus lemoulti
Ceratophileurus lemoulti är en skalbaggsart som beskrevs av Ohaus 1911. Ceratophileurus lemoulti ingår i släktet Ceratophileurus och familjen Dynastidae. Inga underarter finns listade i Catalogue of Life.